# Thomas Defler
Thomas Richard Defler (Denver, Colorado; 26 de noviembre de 1941) es un primatólogo estadounidense que ha desarrollado la mayor parte de su trabajo en Colombia. Obtuvo su PhD en la Universidad de Colorado en Denver en 1976 y posteriormente se trasladó a Colombia.

## Sitio de trabajo
Defler trabajó al oriente de Colombia, en los Llanos hasta 1984 y posteriormente en la Amazonia colombiana en el departamento de Vaupés donde investigó y vivió hasta 1998 en la Estación Biológica Caparú, sitio del cual fue obligado a marcharse por presiones del grupo guerrillero colombiano Fuerzas Armadas Revolucionarias de Colombia (FARC). Actualmente lidera otra estación de investigación en la Amazonia, la estación ecológica Omé, afiliada a la Universidad Nacional de Colombia y enseña en la sede de esta universidad en Bogotá.

## Publicaciones
Defler ha publicado diversos artículos sobre primates y los libros Primates de Colombia (2003), Primates of Colombia (2004) e Historia Natural de los Primates Colombianos (2010). En 2007, junto a la bióloga colombiana Marta Bueno describió la especie, mono nocturno de Hernández-Camacho (Aotus jorgehernandezi). y en 2010, los mismo autores junto a Javier García describieron la nueva especie, tití del Caquetá (Callicebus caquetensis). Usando su cariotipo Defler ha trabajado para esclarecer la taxonomía de varias especies del género Aotus.
Aparte de este trabajo ha realizado estudios de campo en los Llanos y Amazonia colombianas de las especies Cebus albifrons, Lagothrix lagothricha, Cacajao melanocephalus, Callicebus lugens y Callicebus lucifer y Alouatta seniculus, además ha llevado a cabo muchos censos poblacionales de especies de primates del oriente de Colombia.